# Feria del Libro de Hong Kong

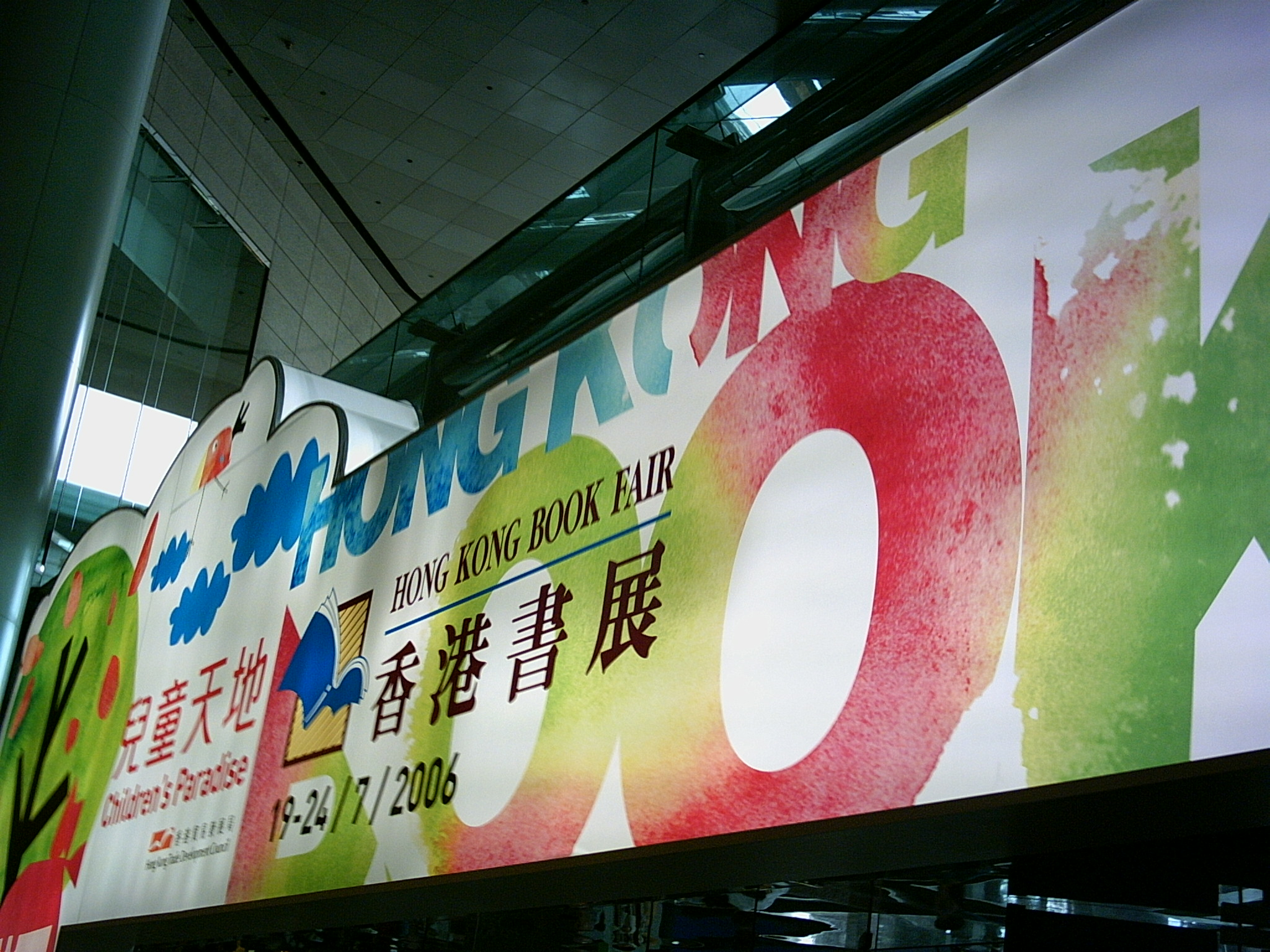
Cartel de la Feria del Libro de Hong Kong 2006

La Feria del Libro de Hong Kong (en inglés HKTDC Hong Kong Book Fair) es una feria anual creada en 1990, organizada por el Consejo de Desarrollo Comercial de Hong Kong, que generalmente se lleva a cabo a mediados del mes de julio en el Centro de Convenciones y Exposiciones de Hong Kong.
En número de visitantes es una de las primeras del mundo, mientras que en número de expositores no se acerca a los niveles de la feria del libro de Fránkfort ni a los de otras grandes ferias europeas, como la del libro de París o de Turín. Durante los años que duró la pandemia de Covid‑19, la feria del libro de Hong Kong se suspendió.

## Historia
La primera edición, organizada por la Hong Kong Publishing Federation, se celebró en julio de 1990 en el Ayuntamiento de Hong Kong. Duró cuatro días, hubo 149 expositores y 200.000 visitantes.
A partir de la segunda edición, la feria se celebró en el Centro de Convenciones y Exposiciones de Hong Kong.
A lo largo de los años, la duración de la exposición ha aumentado a siete días y tanto los expositores como los visitantes han aumentado de manera constante, llegando a superar los 500 y 900.000 respectivamente en la edición de 2009.
La próxima edición se celebrará en julio de 2023.